# Roda Mistry
Roda Homi Mistry (16 de outubro de 1928 — 8 de junho de 2006) foi uma política indiana e fundadora do Centro de Pesquisa e Trabalho Social da Faculdade Roda Mistry  perto de Haiderabade, na Índia. Foi membro do Parlamento, representando Andhra Pradesh no Rajya Sabha, a câmara alta do Parlamento da Índia, representando o Congresso Nacional Indiano.    Foi ministra das Mulheres e Bem-Estar Infantil e ministra do Turismo  no governo do estado de Andhra Pradesh.   Morreu em 8 de julho de 2006 em Haiderabade.  Era zoroastriana. Sua neta , Lylah M. Alphonse, é jornalista nos Estados Unidos e autora de "Triumph Over Discrimination: The Life Life of Dr. Farhang Mehr".